# Hymenopodidae
Hymenopodidae è una famiglia di insetti dell'ordine Mantodea. i cui componenti sono noti con il nome di "mantidi orchidea" o "mantidi fiore", in quanto la loro strategia di caccia e di difesa è appunto quella di mimare nelle forme e nei movimenti la forma dei fiori per tendere agguati alle loro prede e difendersi da eventuali aggressori.

## Tassonomia
La famiglia comprende al suo interno sei sottofamiglie a loro volta suddivise nei seguenti generi:
- Sottofamiglia Acromantinae
  - Tribù Acromantini
    - Acromantis Saussure, 1870
    - Ambivia Stal, 1877
    - Citharomantis Rehn, 1909
    - Majangella Giglio-Tos, 1915
    - Metacromantis Beier, 1930
    - Oligomantis Giglio-Tos, 1915
    - Psychomantis Giglio-Tos, 1915
    - Rhomantis Giglio-Tos, 1915

  - Tribù Otomantini
    - Anasigerpes Giglio-Tos, 1915
    - Chrysomantis Giglio-Tos, 1915
    - Otomantis Bolivar, 1890
    - Oxypiloidea Schulthess, 1898
- Sottofamiglia Hymenopodinae
  - Tribù Anaxarchini
    - Anaxarcha Stal, 1877
    - Heliomantis Giglio-Tos, 1915
    - Odontomantis Saussure, 1871
    - Werneriana Shcherbakov, Ehrmann & Borer, 2016

  - Tribù Hymenopodini
    - Chlidonoptera Karsch, 1892
    - Chloroharpax Werner, 1908
    - Creobroter Westwood, 1889
    - Helvia Stal, 1877
    - Hymenopus Serville, 1831
    - Panurgica Karsch, 1896
    - Pseudocreobotra Saussure, 1870
    - Theopropus Saussure, 1898
- Sottofamiglia Oxypilinae
  - Ceratomantis Wood-Mason, 1876
  - Ephestiasula Giglio-Tos, 1915
  - Hestiasula Saussure, 1871
  - Junodia Schulthess-Rechberg, 1899
  - Oxypilus Serville, 1831
  - Pachymantis Saussure, 1871
  - Pseudoxypilus Giglio-Tos, 1915
  - Triaenocorypha Wood-Mason, 1890
- Sottofamiglia Phyllocraniinae
  - Parablepharis Saussure, 1870
  - Phyllocrania Burmeister, 1838
- Sottofamiglia Phyllothelyinae
  - Ceratocrania Westwood, 1889
  - Phyllothelys Wood-Mason, 1877
- Sottofamiglia Sibyllinae
  - Leptosibylla Roy, 1996
  - Presibylla Bolivar, 1908
  - Sibylla Stal, 1856

### Alcune specie

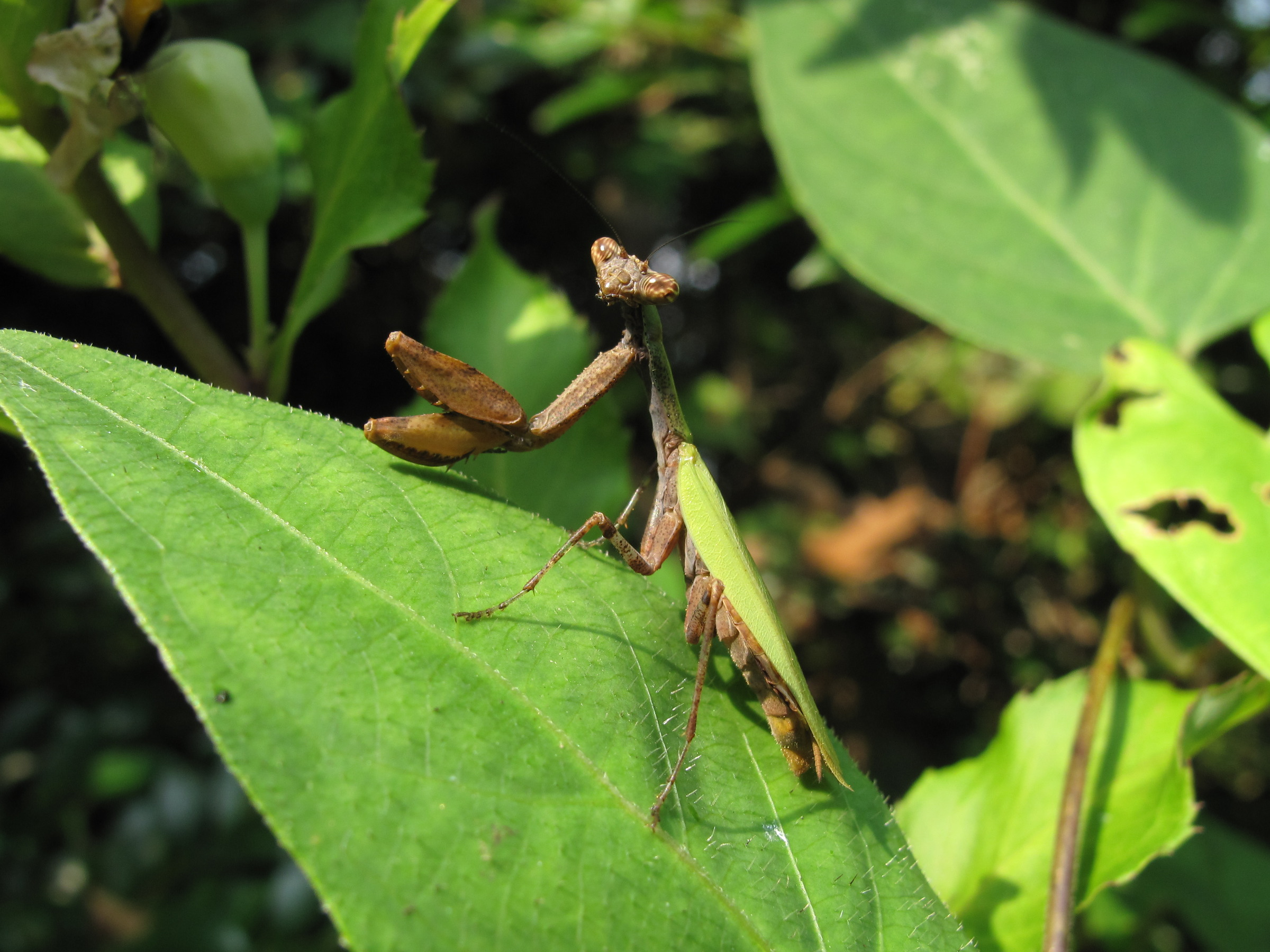
Acromantis japonica
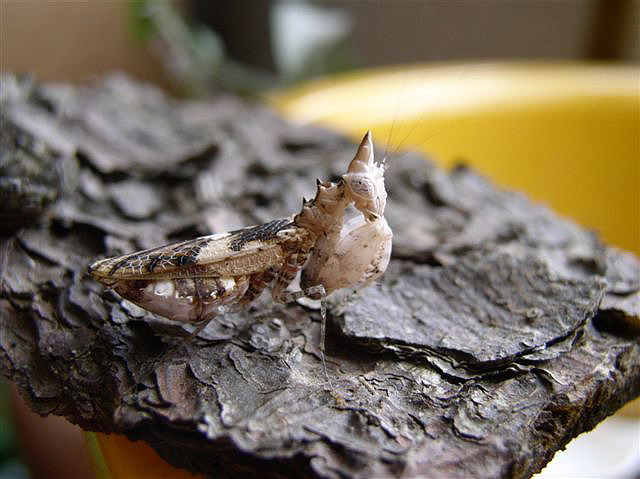
Ceratomantis saussurii
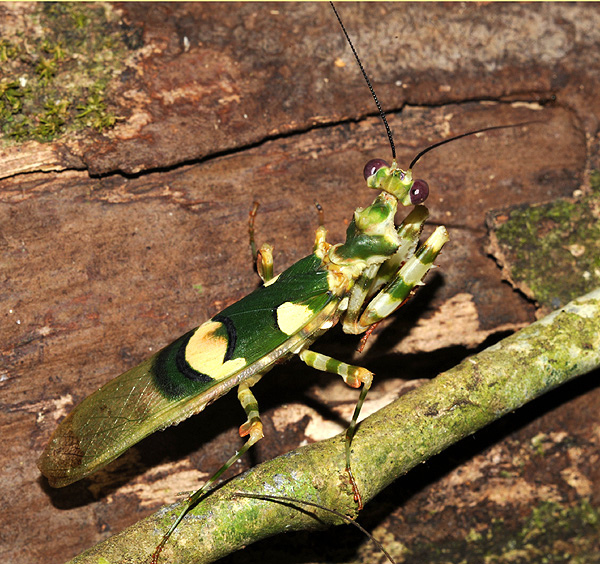
Chlidonoptera vexillum
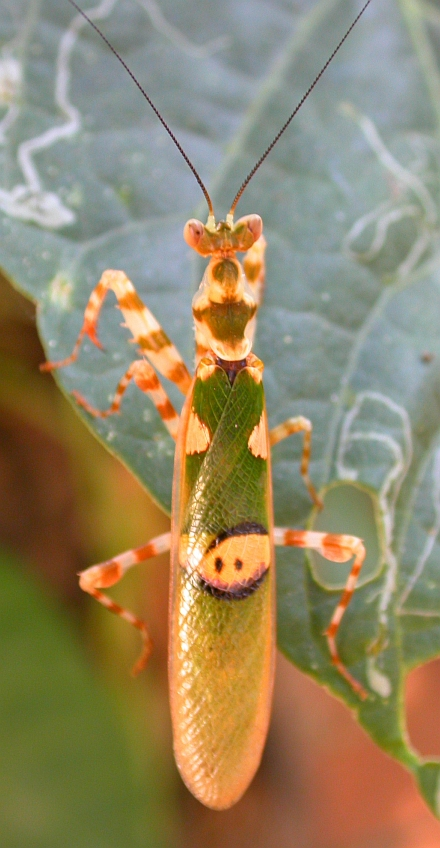
Creobroter gemmatus
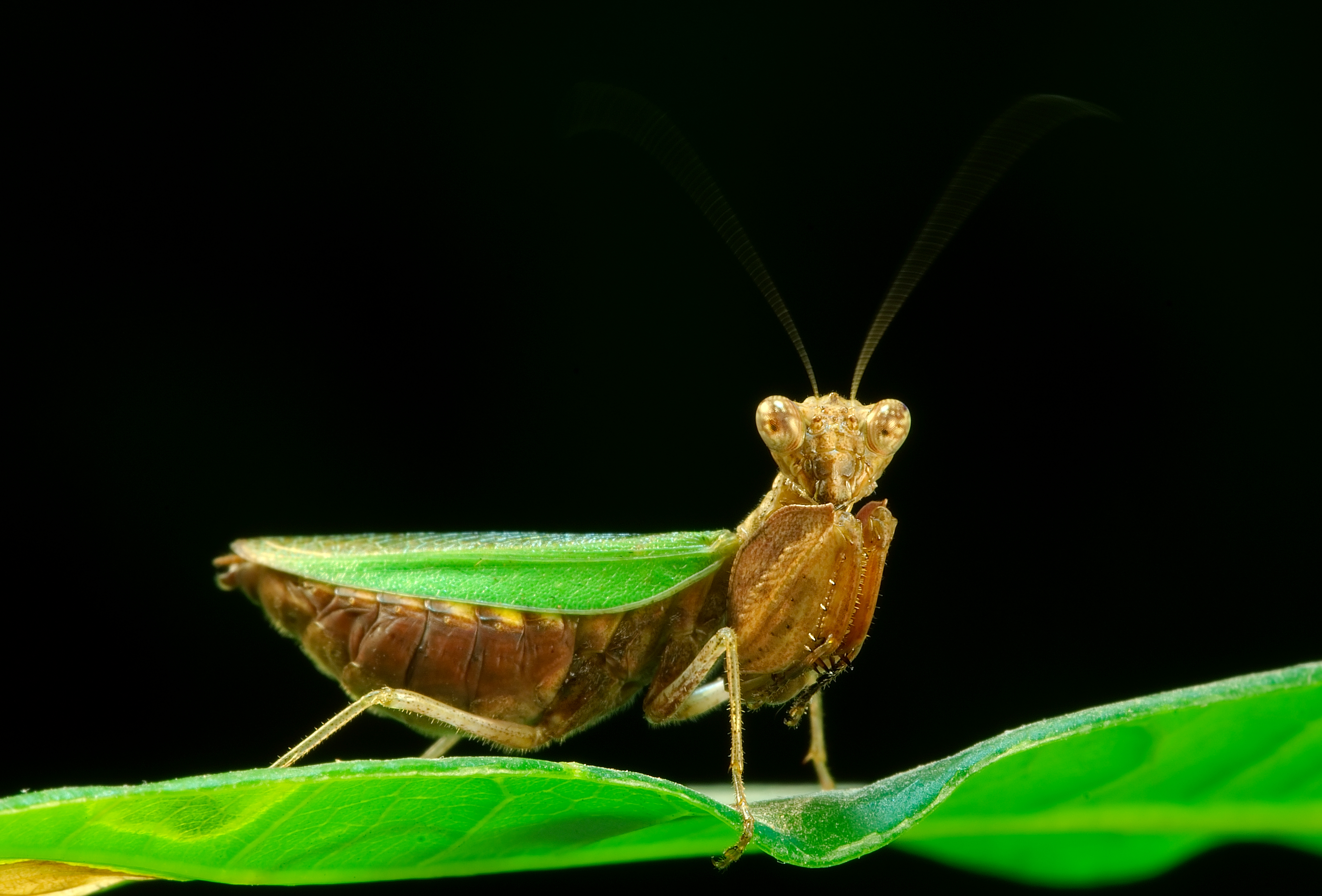
Ephestiasula sp.
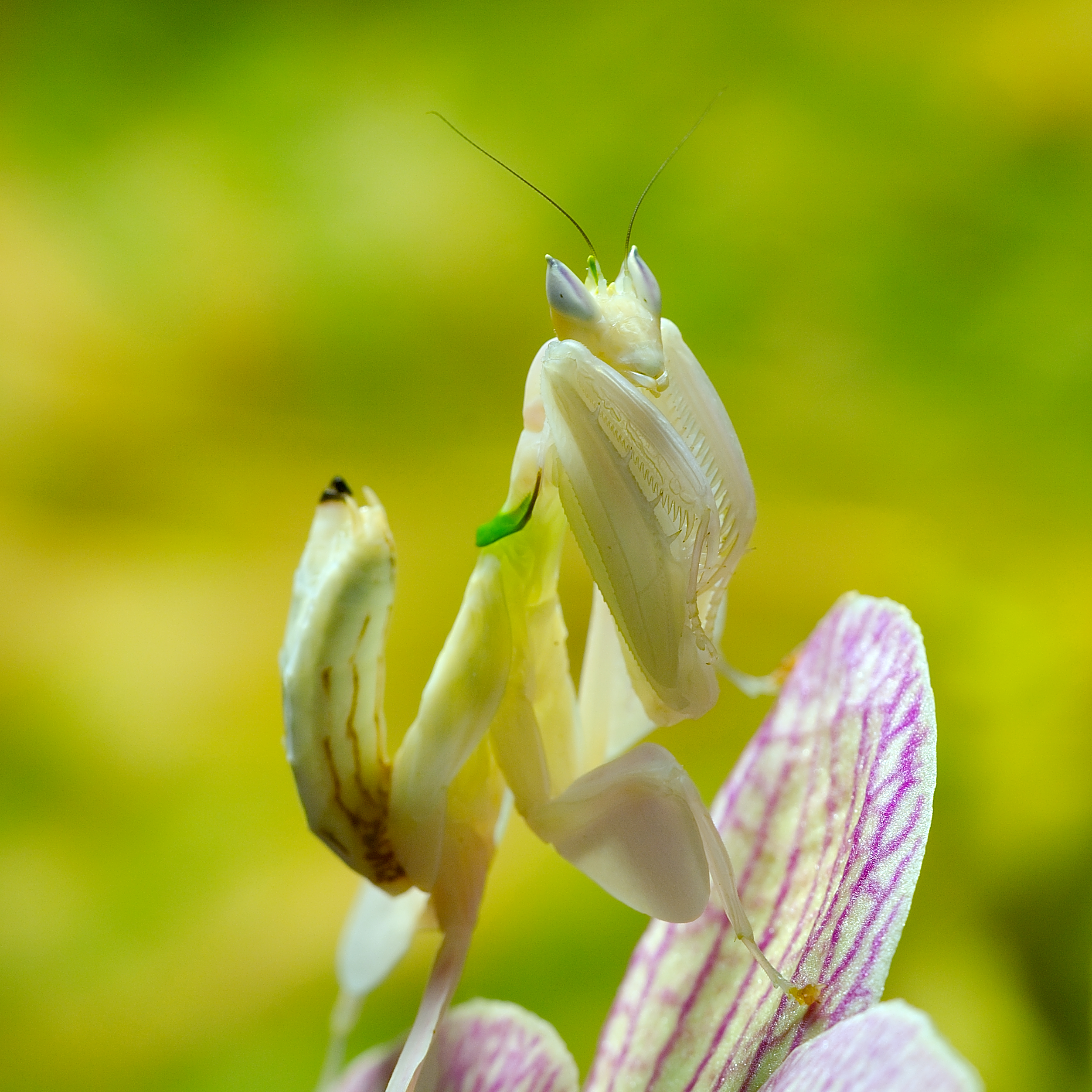
Hymenopus coronatus
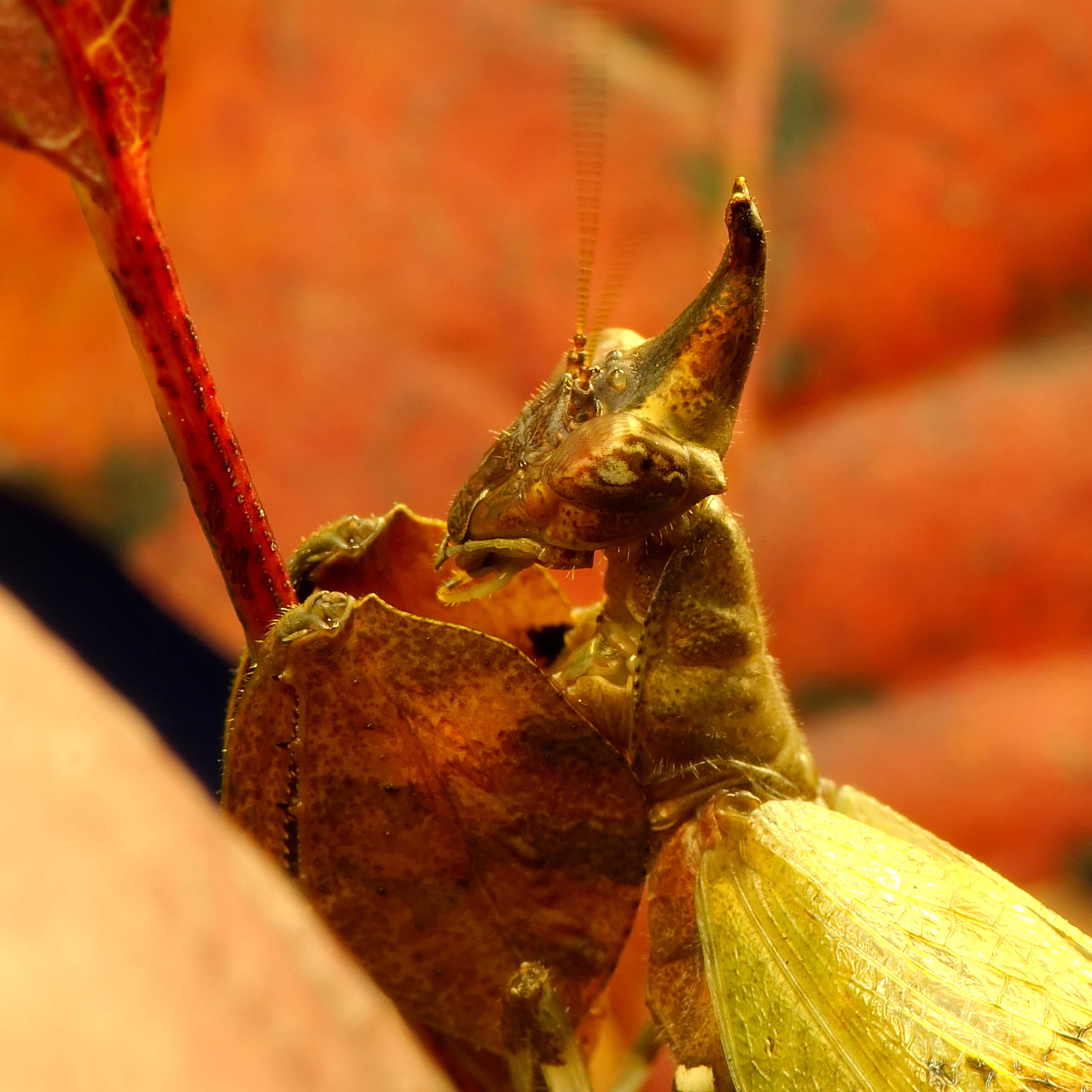
Hestiasula brunneriana
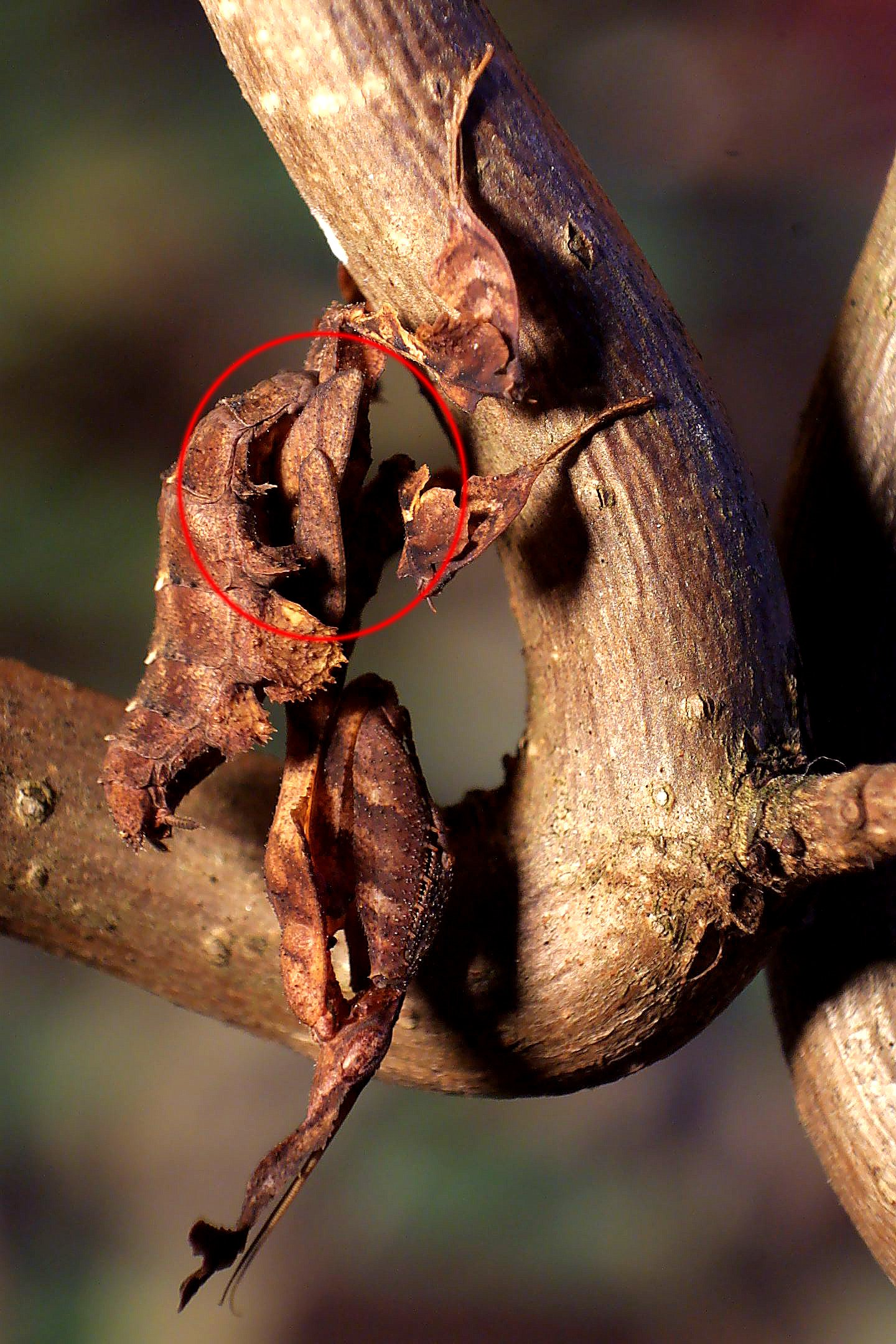
Phyllocrania paradoxa
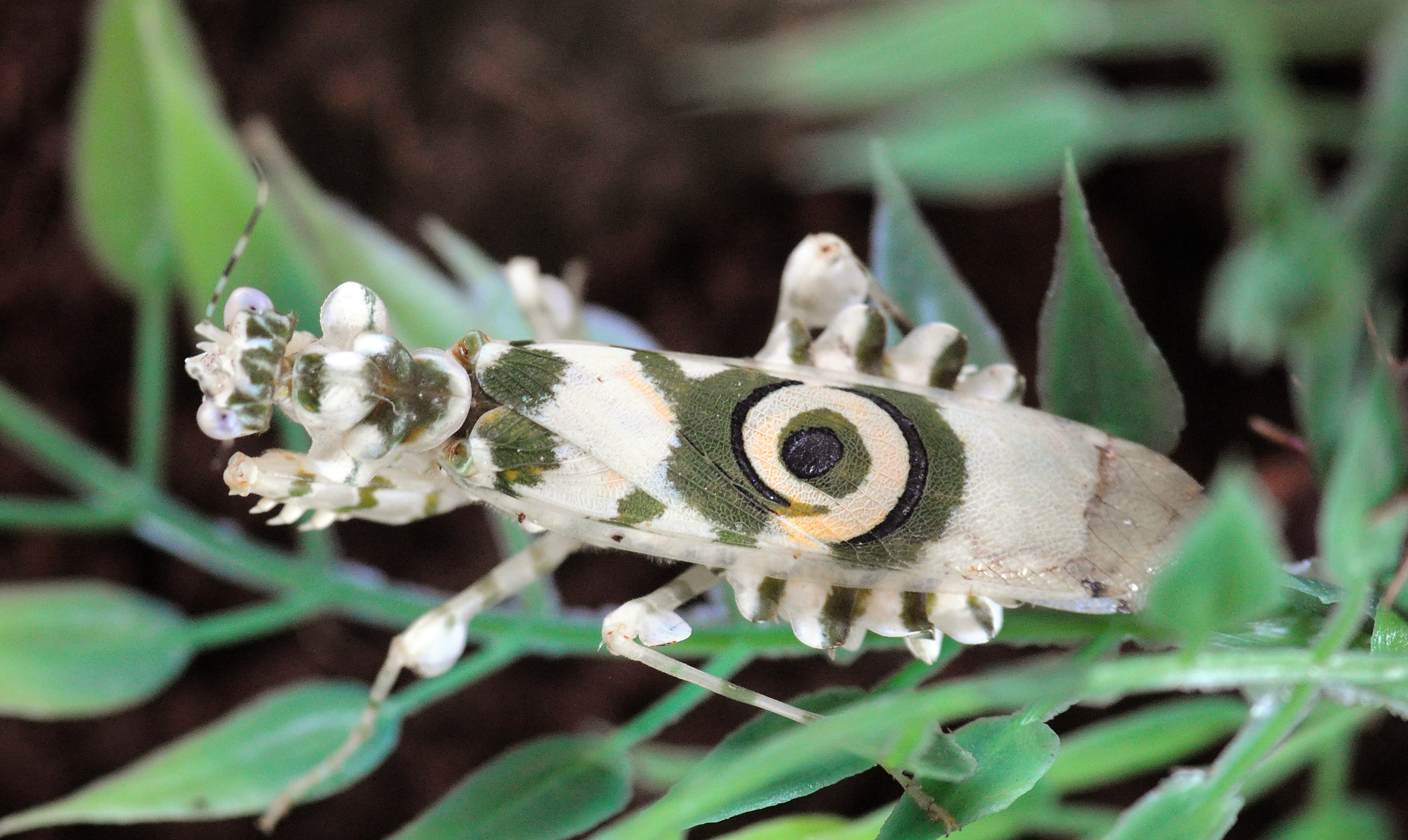
Pseudocreobotra wahlbergii
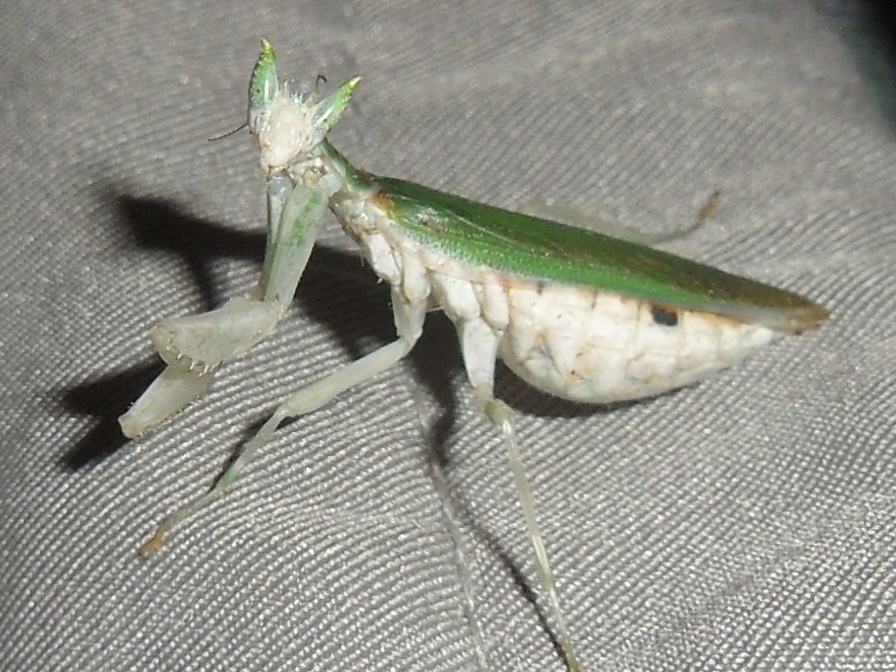
Pseudoharpax virescens